# Alfredo Prada (boxeador)
Alfredo Esteban "El Cabezón" Prada (Rosario, Santa Fe; 10 de marzo de 1924 - Nuñez, Buenos Aires, Argentina; 25 de mayo de 2007) fue un boxeador argentino. Se lo considera como uno de los registros más importantes de la historia del boxeo nacional. 

## Carrera
De niño, con serios problemas de cadera que casi le impedían caminar, buscó rehabilitarse a través del boxeo y de la natación. A los cuatro años de edad un desprendimiento de la cabeza del fémur en la cavidad cotiledónea lo tuvo internado en el Hospital Español de Rosario. Cuando recibió el alta médica, su pierna derecha tenía seis centímetros menos que la izquierda. De carácter introvertido. Callado. Lo apodaron "Pata de Catre". Encontró en el pugilismo no sólo su solución, sino una profesión a la que honró hasta el último día de su vida.
Se formó en el viejo Almagro Boxing Club, por Prudencio Melero y Manuel Valcarce, su fuerza mental fue más importante que su dureza física. Y estos principios los aplicó permanentemente en la vida y en el ring. Educado, pulcro y reconocido, se dio el gusto de pelear en los duros tiempos del boxeo de los Estados Unidos, donde también compartió el mismo gimnasio del notable campeón mundial pesado Rocky Marciano, quien miraba asombrado sus piernas y su manera de caminar el ring.
Tras 55 peleas como amateur se hizo profesional el 4 de enero de 1943. Paralelamente estudiaba en las Academias Pitman, dactilografía, contabilidad e inglés. Después de cada pelea se refugiaba en su casa. Relajaba sus músculos con baños de inmersión.

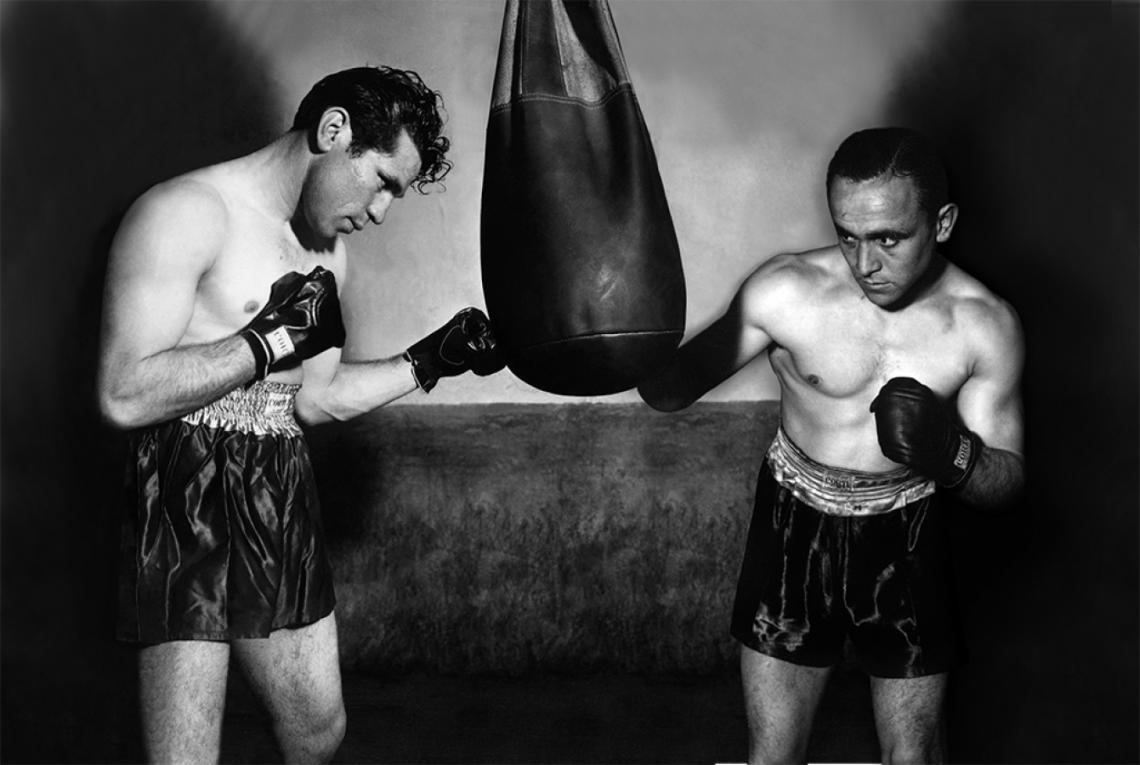
José María Gatica (izquierda) junto a Prada] en El Gráfico, 1942.

Participó de peleas inolvidables en los años cuarenta y cincuenta. Sus peleas clásicas con José María Gatica que se realizaban en el glorioso Luna Park, dividía al país con la prensa en general rendida ante ellos. "El cabezón" Prada, como lo apodaban, fue el boxeador favorito del expresidente de la Nación Juan Domingo Perón. Y se advertía en sus clásicos con Gatica, en los que toda la familia de Eva Duarte apoyaba a su polémico e iracundo oponente. Con Gatica se enfrentó por primera vez la noche del 31 de agosto de 1946 recaudándose 43.708 pesos. La pelea fue tremenda, áspera, picante, sangrienta, y se atacaron con furia escalofriante.  En el primer round Prada tenía el ojo izquierdo cerrado. En el cuarto sufrió doble fractura del maxilar inferior. Prada con una derecha al mentón hizo arrodillar a Gatica, quien se recuperó y ganó por puntos, sacándole el invicto al rosarino. La revancha quedó en el aire. El 12 de abril de 1947 el Luna Park era un fuego encendido. Fue la más vehemente y dramática de todas las peleas entre ambos. El tema empezó unos días antes cuando Gatica a la salida del gimnasio encontró a Prada en la esquina. Sin mediar palabra le escupió los zapatos al rosarino. Se trenzaron en una pelea callejera, rápidamente concluida por terceros. La recaudación trepó los 63.204 pesos. El choque fue brutal. Encarnizado con ribetes de inhumano. Ganó Prada por nocaut técnico en el sexto capítulo. Gatica perdió el invicto y sufrió fractura del maxilar.

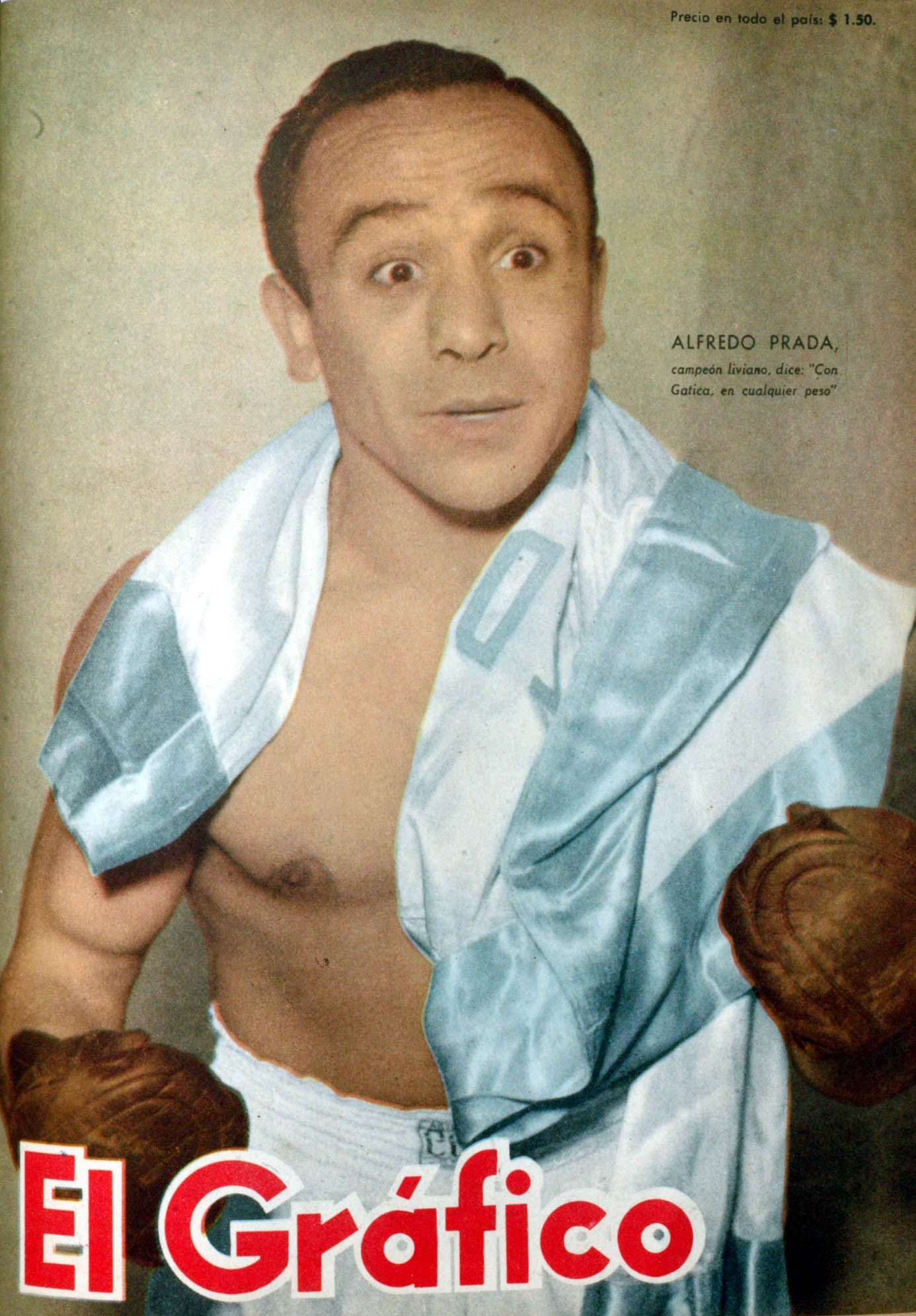
Fotografía de Alfredo Prada en El Gráfico, 1942.

Volvieron a encontrarse cara a cara el 18 de septiembre de 1948. Esa noche Eva Perón y su hermano Juan Duarte se ubicaron en primera fila. La recaudación ascendió a 156.471 pesos. Cuando los boxeadores subieron al ring, el estadio tembló de emoción. La pelea fue pareja, como todas. Prada visitó la lona en el noveno. Ganó Gatica por puntos. No volvieron a encontrarse hasta casi cinco años después. Prada en 1949 viajó a Estados Unidos e hizo cinco peleas. Eva Duarte y su familia apoyaban a Gatica.
El cuarto choque llegó el 16 de septiembre de 1953. Otro tope de recaudación: 754.435 pesos. Se disputó el título argentino liviano que tenía el rosarino. En el sexto round una izquierda cruzada mando al piso a Gatica. Se levantó. Siguió. Fue inútil. Sin fuerzas y tocado por otra derecha volvió a caer. Se incorporó tomándose de las cuerdas. La mirada perdida observó el final. Ganó por nocaut Prada. Por primera vez, Gatica bajó silbado del cuadrilátero.
Se retiró en 1956, luego de ganar la corona sudamericana ante el chileno Andrés Osorio. Un amigo personal del Santos Gauna apodado el gaucho, suegro del conocido actor humorista Albino Benigno Rojas Martinez conocido como soldado chamane,  padre de la modelo y actriz Nora Cash y del   periodista y actor Guillermo Gauna, lo presentaría  ante las autoridades del Congreso de la Nación, donde Trabajó en el Senado de la Nación hasta jubilarse. Abrió un restaurante llamado “KO”, en donde Gatica trabajó haciendo relaciones públicas, para mejorar su apremiante situación económica.
Luego de la muerte de su mujer y compañera de vida por décadas su salud se fue deteriorando progresivamente. Falleció el 25 de mayo de 2007 en Nuñez, ciudad de Buenos Aires a los 83 años.